# Ella Nilsson
Ella Beata Nilsson, gift Johansson född 13 april 1912 i Lund, död 6 augusti 1999 i Billinge i Eslövs församling, var en svensk målare.
Hon var dotter till kvarnägaren i Trollenäs Anders Nilsson och Emma Månsson. Nilsson studerade målning privat och för dekorationsmålaren Jöns Thulin i mitten av 1930-talet. Tillsammans med Jöns Thulin ställde hon ut i Stockholms mässhall 1937. Hennes konst består av porträtt, landskap och blomsterstilleben. Nilsson är representerad vid Kulturen i Lund.